# Agrostis lasiantha
Agrostis lasiantha é uma espécie de gramínea do gênero Agrostis, pertencente à família Poaceae.